# Michael Swan (anglista)
Michael Swan (ur. 21 marca 1936) – brytyjski publicysta i anglista, autor materiałów do nauki języka angielskiego, autor wierszy.
Jest absolwentem Uniwersytetu Oksfordzkiego, gdzie studiował języki nowożytne. Działając naukowo zajmuje się gramatyką pedagogiczną, kwestią wpływu języka ojczystego na przyswajanie drugiego języka oraz związkiem między teorią lingwistyki stosowanej a praktyką nauczania języka w szkole. Założył Swan School of English.

## Wybrana twórczość
- Pratique de l’Anglais de A à Z (współautorstwo, 1983, 1994, 2003)
- The Cambridge English Course Levels 1–3 (współautorstwo, 1984–1987)
- The New Cambridge English Course Levels 1–4 (współautorstwo, 1990–1993)
- Practical English Usage (1980, 1995, 2005, 2016)
- Basic English Usage (1984)
- How English Works (współautorstwo, 1997)
- The Good Grammar Book (współautorstwo, 2001)